# Kalikotes (Kalikotes)
Kalikotes is een bestuurslaag in het regentschap Klaten van de provincie Midden-Java, Indonesië. Kalikotes telt 4166 inwoners (volkstelling 2010).